# Exechia hebetata
Exechia hebetata är en tvåvingeart som beskrevs av Wu, Xu och Yu 2004. Exechia hebetata ingår i släktet Exechia och familjen svampmyggor. Inga underarter finns listade i Catalogue of Life.